# كلاب رايموند
كلاب رايموند هو سياسي أمريكي، ولد في 20 يونيو 1732 في نوروولك في الولايات المتحدة، وتوفي في 1795 في بالستون في الولايات المتحدة. انتخب عضو مجلس نواب كونيتيكت ‏.